# Mexicali
Mexicali er hovedstad i den vestlig mexicanske delstat Baja California. Byen er desuden hovedsæde for kommunen af samme navn og den næststørste by i Baja California efter Tijuana. Byen Mexicali havde ved folketællingen i 2010 689.775 indbyggere, og hele storbyområdet havde 996.826 indbyggere.
Byen blev grundlagt 14. marts 1903 og ligger på den mexicanske side af grænsen mod USA, hvor den støder op til Calexico, med hvilken den danner et internationalt, to-stats byområde kaldet Calexico-Mexicali.
Mexicalis økonomi har historisk set været baseret på landbrugsprodukter, og det er også i nutiden et vigtigt økonomisk område. Efterhånden er industriproduktion også blevet vigtig, især i form af maquiladoras (samlefabrikker, der importerer materialer og udstyr toldfrit og eksporterer de færdige varer). En række store internationale virksomheder, som Honeywell, Kellogg's, LG Electronics, Coca-Cola, Nestlé, Mitsubishi, Bosch, har etableret maquiladoras i Mexicali. Byen er et nationalt center for rumfartsindustri, hvilket tog sin begyndelse, da Rockwell Collins (tidligere Hughes Tool Company) etablerede den første maquiladora i Mexico i 1966.

## Ekstern henvisning
- Wikimedia Commons har flere filer relateret til Mexicali